# پریمورسکو-آختارسک
شهر پریمورسکو-آختارسک (به روسی: Приморско-Ахтарск) در کشور روسیه و در کرای کراسنودار واقع شده‌است.